# FIFA-Konföderationen-Pokal 2001/Frankreich
Dieser Artikel befasst sich mit der Französischen Fußballnationalmannschaft beim Konföderationen-Pokal 2001 (offiziell FIFA Confederations Cup 2001™, kurz auch Confed-Cup), der in Japan und Südkorea ausgetragen wurde – als sportliche und organisatorische Generalprobe für die dort ein Jahr später stattfindende Weltmeisterschaftsendrunde.
Die französische Elf war dafür als amtierender Europameister – zugleich war sie auch amtierender Weltmeister – qualifiziert.

## Aufgebot
Die Franzosen (les Bleus) hatten für dieses Turnier folgende Spieler aufgeboten:
| Nummer / Name | Nummer / Name      | Damaliger Verein     | Geburtstag | Spiele | Tore | Platzverweise |
| Tor           | Tor                | Tor                  | Tor        | Tor    | Tor  | Tor           |
| ------------- | ------------------ | -------------------- | ---------- | ------ | ---- | ------------- |
| 01            | Ulrich Ramé        | Girondins Bordeaux   | 19.09.1972 | 3      | 0    | 0             |
| 12            | Grégory Coupet     | Olympique Lyon       | 31.12.1972 | 1      | 0    | 0             |
| 23            | Mickaël Landreau   | FC Nantes            | 14.05.1979 | 1      | 0    | 0             |
| Abwehr        |                    |                      |            |        |      |               |
| 02            | Willy Sagnol       | Bayern München       | 18.03.1977 | 3      | 0    | 0             |
| 03            | Bixente Lizarazu   | Bayern München       | 09.12.1969 | 4      | 0    | 0             |
| 05            | Nicolas Gillet     | FC Nantes            | 08.11.1976 | 1      | 0    | 0             |
| 08            | Marcel Desailly    | FC Chelsea           | 07.09.1968 | 4      | 1    | 0             |
| 13            | Mikaël Silvestre   | Manchester United    | 09.08.1977 | 2      | 0    | 0             |
| 15            | Jérémie Bréchet    | Olympique Lyon       | 14.08.1979 | 1      | 0    | 0             |
| 18            | Frank Lebœuf       | FC Chelsea           | 22.01.1968 | 3      | 0    | 1             |
| 20            | Zoumana Camara     | Olympique Marseille  | 03.04.1979 | 1      | 0    | 0             |
| Mittelfeld    |                    |                      |            |        |      |               |
| 04            | Patrick Vieira     | FC Arsenal           | 23.06.1976 | 4      | 2    | 0             |
| 06            | Youri Djorkaeff    | 1. FC Kaiserslautern | 09.03.1968 | 5      | 1    | 0             |
| 07            | Robert Pires       | FC Arsenal           | 29.11.1973 | 5      | 2    | 0             |
| 10            | Éric Carrière      | FC Nantes            | 24.05.1973 | 4      | 2    | 0             |
| 16            | Olivier Dacourt    | Leeds United         | 25.09.1974 | 3      | 0    | 0             |
| 19            | Christian Karembeu | FC Middlesbrough     | 03.12.1970 | 3      | 0    | 0             |
| 22            | Laurent Robert     | Paris Saint-Germain  | 21.05.1975 | 4      | 0    | 0             |
| Angriff       |                    |                      |            |        |      |               |
| 09            | Nicolas Anelka     | Paris Saint-Germain  | 14.03.1979 | 5      | 1    | 0             |
| 11            | Sylvain Wiltord    | FC Arsenal           | 10.05.1974 | 5      | 2    | 0             |
| 14            | Frédéric Née       | SC Bastia            | 18.04.1975 | 1      | 0    | 0             |
| 17            | Steve Marlet       | Olympique Lyon       | 10.01.1974 | 3      | 1    | 0             |
| 21            | Christophe Dugarry | Girondins Bordeaux   | 24.03.1972 | 1      | 0    | 0             |
| Trainer       |                    |                      |            |        |      |               |
|               | Roger Lemerre      |                      | 18.06.1941 |        |      |               |

## Verlauf des Turniers
Die französische Mannschaft begann das Turnier mit Spielen gegen Co-Gastgeber Südkorea (5:0), Australien (0:1) sowie den Titelverteidiger Mexiko (4:0) und schloss die Gruppe A als Tabellenerster ab. Für die Partie gegen Australien – die mit der einzigen Turnierniederlage endete – hatte Trainer Lemerre die Mannschaft gegenüber dem Auftaktspiel komplett umgebaut: beim Anpfiff stand nicht ein einziger Spieler auf dem Platz, der auch gegen Südkorea schon in der Startformation zum Einsatz gekommen war. Zudem wurde Frank Lebœuf nach einer gelb-roten Karte des Feldes verwiesen. Für Nicolas Gillet, Zoumana Camara und Frédéric Née blieb dies übrigens das einzige A-Länderspiel ihrer Karriere. Dennoch erreichte Frankreich das Halbfinale, in dem ein 2:1-Erfolg gegen Brasilien den Einzug ins Endspiel sicherstellte.
Darin trafen die Bleus auf den zweiten Gastgeber, Japan; ein frühes Tor, erzielt von Patrick Vieira, bedeutete bereits den Endstand und zugleich den Gewinn des Konföderationenpokals. Damit war Frankreich die erste Nationalelf im Fußball überhaupt, die gleichzeitig sowohl Welt- und Kontinentalmeisterschaftstitel als auch den Confed-Cup besaß.